# Mieze Mardner-Klaas

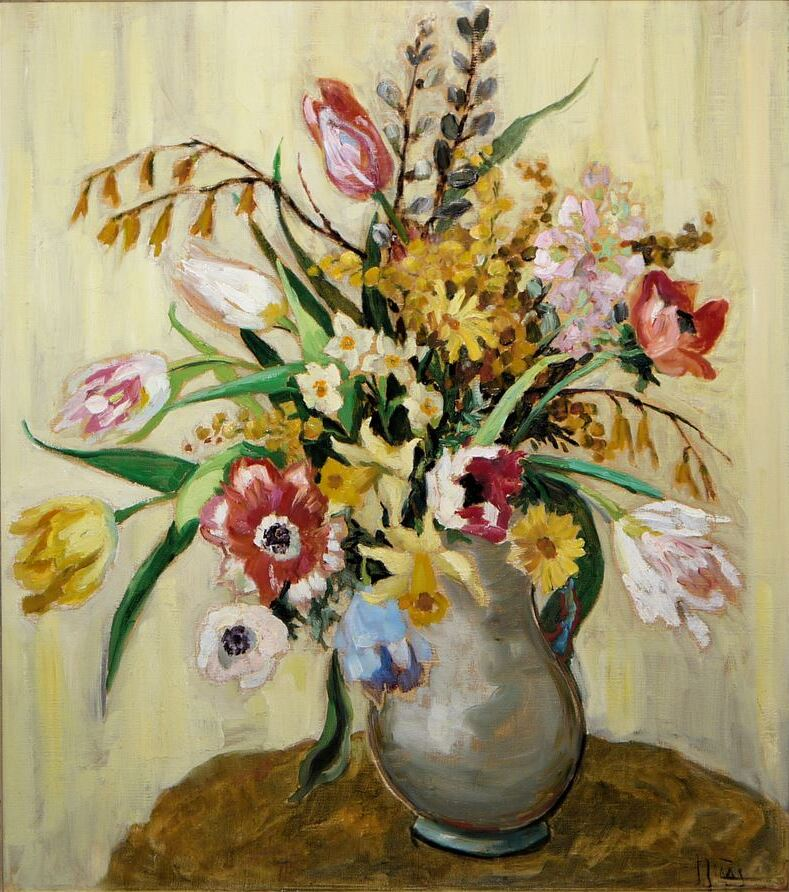
Sommerblumen und Zweige in einem Krug

Mieze Mardner-Klaas (* 14. Mai 1884 in Dortmund; † 14. November 1950 in Göttingen, eigentlich Christine Wilhelmine Mardner, geborene Klaas) war eine deutsche Malerin.
Mardner-Klaas studierte in München, Düsseldorf und in der Schweiz und war Schülerin der Maler Erich von Perfall und Ernst Hodel. Ihr Werk besteht im Wesentlichen aus Landschaftsbildern, vorwiegend der (schweizerischen) Alpen und des Weserberglands, wo sie seit dem Zweiten Weltkrieg lebte. Ihre Werke sind zumeist mit „KLAAS“ signiert.